# Belodon
Belodon is een geslacht van uitgestorven reptielen, dat leefde in het Laat-Trias.

## Beschrijving
Het lichaam van Belodon vertoonde uiterlijke kenmerken met dat van de huidige krokodillen met hun korte poten, versierde schedeloppervlak en harde huidpantser. Het enkelgewricht en de plaatachtige elementen van de bekkengordel wijzen echter meer op primitieve kenmerken. Een ander kenmerk vormden de boven op de kop staande neusgaten, die voor de oogkassen lagen. Bij de hedendaagse krokodillen liggen deze neusgaten op de punt van de snuit.

## Leefwijze
Dit drie meter lange reptiel voedde zich met tal van reptielen.

## Vondsten
Fossielen van dit dier werden gevonden in Europa.